# Campeonato Peruano de Fútbol de 1942
El Campeonato Peruano de Fútbol de 1942, denominado como «XXVI Campeonato de Selección y Competencia», fue la edición número 26 de la Primera División del Perú y contó con la participación de diez equipos. El campeón nacional fue el Sport Boys Association. Mientras que Telmo Carbajo y Santiago Barranco descendieron a la Segunda División 1943.
Sport Boys inició de manera regular el campeonato con un solo triunfo en cuatro fechas y estaba ubicado en el quinto lugar antes del receso que tuvo el torneo de Primera División, en razón de realizarse la 17.ª Edición del Campeonato Sudamericano de Fútbol desde el 10 de enero al 7 de febrero de 1943, en la ciudad de Montevideo, Uruguay.
En el reinicio del campeonato el equipo porteño consiguió cinco triunfos consecutivos en las cinco fechas restantes alcanzando el primer lugar en la última fecha y obteniendo así su tercer título de Primera División.

## Formato
El torneo se jugó a una sola rueda y se otorgaba tres puntos por partido ganado, dos puntos por partido empatado y un punto por partido perdido. G: 3, E: 2, P: 1, walkover: 0.

## Ascensos y descensos
| Club              | Ascendido como                            |
| ----------------- | ----------------------------------------- |
| Santiago Barranco | 1º en Liga Regional de Lima y Callao 1941 |
| Centro Iqueño     | 2º en Liga Regional de Lima y Callao 1941 |

## Equipos participantes
| Club                      | Ciudad      | Entrenador        |
| ------------------------- | ----------- | ----------------- |
| Alianza Lima              | La Victoria | Juan Valdivieso   |
| Atlético Chalaco          | Callao      | Julio Quintana    |
| Centro Iqueño             | Lima        | Rafael Castillo   |
| Deportivo Municipal       | Lima        | Juan Criado       |
| Santiago Barranco         | Barranco    |                   |
| Sport Boys                | Callao      | José Arana        |
| Sporting Tabaco           | Rimac       |                   |
| Sucre FBC                 | La Victoria | Alfonso Huapaya   |
| Telmo Carbajo             | Callao      | Francisco Sabroso |
| Universitario de Deportes | Lima        | Arturo Fernández  |

## Tabla de posiciones
| Pos. | Club                      | PJ | PG | PE | PP | GF | GC | DG  | Pts. |
| ---- | ------------------------- | -- | -- | -- | -- | -- | -- | --- | ---- |
| 1    | Sport Boys                | 9  | 6  | 2  | 1  | 22 | 10 | +12 | 23   |
| 2    | Deportivo Municipal       | 9  | 6  | 1  | 2  | 21 | 10 | +11 | 22   |
| 3    | Universitario de Deportes | 9  | 5  | 2  | 2  | 17 | 14 | +3  | 21   |
| 4    | Sucre F.B.C.              | 9  | 5  | 2  | 2  | 13 | 10 | +3  | 21   |
| 5    | Alianza Lima              | 9  | 3  | 3  | 3  | 18 | 18 | 0   | 18   |
| 6    | Atlético Chalaco          | 9  | 4  | 0  | 5  | 13 | 12 | +1  | 17   |
| 7    | Sporting Tabaco           | 9  | 4  | 0  | 5  | 17 | 19 | -2  | 17   |
| 8    | Centro Iqueño             | 9  | 3  | 1  | 5  | 12 | 15 | -3  | 16   |
| 9    | Telmo Carbajo             | 9  | 2  | 2  | 5  | 14 | 18 | -4  | 15   |
| 10   | Santiago Barranco         | 9  | 0  | 1  | 8  | 10 | 31 | -21 | 10   |

|  | Campeón               |
|  | Segunda División 1943 |

## Resultados
Todos los partidos se jugaron en el Antiguo Estadio Nacional, Lima.
| Local \ Visitante   | ALI | CHA | CEN | MUN | SAN | SBA | TAB | SUC | TEL | UNI |
| ------------------- | --- | --- | --- | --- | --- | --- | --- | --- | --- | --- |
| Alianza Lima        |     | 3–0 | —   | —   | —   | —   | —   | 0–0 | —   | 4–4 |
| Atlético Chalaco    | —   |     | 1–2 | —   | 4–0 | —   | —   | —   | —   | 1–0 |
| Centro Iqueño       | 3–1 | —   |     | —   | 3–1 | —   | —   | 0–2 | —   | 1–2 |
| Deportivo Municipal | 4–0 | 1–0 | 1–1 |     | 5–1 | 4–2 | 2–1 | —   | —   | —   |
| Santiago Barranco   | 3–5 | —   | —   | —   |     | 1–4 | —   | 2–4 | 0–0 | 1–2 |
| Sport Boys          | 2–2 | 2–1 | 2–1 | —   | —   |     | —   | —   | 1–1 | 2–0 |
| Sporting Tabaco     | 2–1 | 4–2 | 2–0 | —   | 4–1 | 0–4 |     | 0–1 | —   | —   |
| Sucre               | —   | 0–1 | —   | 2–1 | —   | 0–3 | —   |     | 4–3 | —   |
| Telmo Carbajo       | 0–2 | 0–3 | 3–1 | 1–2 | —   | —   | 4–2 | —   |     | —   |
| Universitario       | —   | —   | —   | 2–1 | —   | —   | 4–2 | 0–0 | 3–2 |     |

#### Fecha 1
Los partidos se jugaron entre el 8 de noviembre y el 15 de noviembre de 1942.
| Equipo 1            | Resultado | Equipo 2          |
| ------------------- | --------- | ----------------- |
| Telmo Carbajo       | 0–2       | Alianza Lima      |
| Atlético Chalaco    | 1–2       | Centro Iqueño     |
| Sucre               | 0–3       | Sport Boys        |
| Deportivo Municipal | 5–1       | Santiago Barranco |
| Universitario       | 4–2       | Sporting Tabaco   |

#### Fecha 2
Los partidos se jugaron entre el 21 de noviembre y el 22 de noviembre de 1942.
| Equipo 1            | Resultado | Equipo 2          |
| ------------------- | --------- | ----------------- |
| Centro Iqueño       | 3–1       | Santiago Barranco |
| Universitario       | 4–4       | Alianza Lima      |
| Sporting Tabaco     | 2–4       | Telmo Carbajo     |
| Sucre               | 0–1       | Atlético Chalaco  |
| Deportivo Municipal | 4–2       | Sport Boys        |

#### Fecha 3
Los partidos se jugaron entre el 27 de noviembre y el 28 de noviembre de 1942.
| Equipo 1            | Resultado | Equipo 2          |
| ------------------- | --------- | ----------------- |
| Centro Iqueño       | 1–2       | Universitario     |
| Sucre               | 0–0       | Alianza Lima      |
| Deportivo Municipal | 2–1       | Sporting Tabaco   |
| Atlético Chalaco    | 4–0       | Santiago Barranco |
| Sport Boys          | 1–1       | Telmo Carbajo     |

#### Fecha 4
Los partidos se jugaron entre el 6 de diciembre y el 8 de diciembre de 1942.
| Equipo 1            | Resultado | Equipo 2          |
| ------------------- | --------- | ----------------- |
| Atlético Chalaco    | 1–0       | Universitario     |
| Deportivo Municipal | 2–1       | Telmo Carbajo     |
| Sucre               | 2–0       | Centro Iqueño     |
| Sport Boys          | 2–2       | Alianza Lima      |
| Sporting Tabaco     | 4–1       | Santiago Barranco |

#### Fecha 5
Los partidos se jugaron entre el 3 de abril y el 4 de abril de 1943.
| Equipo 1            | Resultado | Equipo 2          |
| ------------------- | --------- | ----------------- |
| Centro Iqueño       | 0–2       | Sporting Tabaco   |
| Deportivo Municipal | 4–0       | Alianza Lima      |
| Telmo Carbajo       | 0–0       | Santiago Barranco |
| Atlético Chalaco    | 1–2       | Sport Boys        |
| Universitario       | 0–0       | Sucre             |

#### Fecha 6
Los partidos se jugaron entre el 10 de abril y el 11 de abril de 1943.
| Equipo 1          | Resultado | Equipo 2            |
| ----------------- | --------- | ------------------- |
| Santiago Barranco | 1–4       | Sport Boys          |
| Sporting Tabaco   | 0–1       | Sucre               |
| Telmo Carbajo     | 3–1       | Centro Iqueño       |
| Atlético Chalaco  | 0–3       | Alianza Lima        |
| Universitario     | 2–1       | Deportivo Municipal |

#### Fecha 7
Los partidos se jugaron entre el 17 de abril y el 18 de abril de 1943.
| Equipo 1            | Resultado | Equipo 2          |
| ------------------- | --------- | ----------------- |
| Alianza Lima        | 1–3       | Centro Iqueño     |
| Sporting Tabaco     | 0–4       | Sport Boys        |
| Sucre               | 4–2       | Santiago Barranco |
| Universitario       | 3–2       | Telmo Carbajo     |
| Deportivo Municipal | 1–0       | Atlético Chalaco  |

#### Fecha 8
Los partidos se jugaron entre el 24 de abril y el 25 de abril de 1943.
| Equipo 1            | Resultado | Equipo 2          |
| ------------------- | --------- | ----------------- |
| Alianza Lima        | 5–3       | Santiago Barranco |
| Sucre               | 4–3       | Telmo Carbajo     |
| Atlético Chalaco    | 2–4       | Sporting Tabaco   |
| Deportivo Municipal | 1–1       | Centro Iqueño     |
| Universitario       | 0–2       | Sport Boys        |

#### Fecha 9
Los partidos se jugaron el 2 de mayo de 1943.
| Equipo 1            | Resultado | Equipo 2         |
| ------------------- | --------- | ---------------- |
| Santiago Barranco   | 1–2       | Universitario    |
| Telmo Carbajo       | 0–3       | Atlético Chalaco |
| Sporting Tabaco     | 2–1       | Alianza Lima     |
| Sport Boys          | 2–1       | Centro Iqueño    |
| Deportivo Municipal | 1–2       | Sucre            |

## Campeón
|                      |
| Campeón              |
| Sport Boys 3° título |
|                      |

## Máximos goleadores
| Jugador           | Equipo                    | Goles |
| ----------------- | ------------------------- | ----- |
| Lolo Fernández    | Universitario de Deportes | 11    |
| Jorge Cabrejos    | Deportivo Municipal       | 9     |
| Adelfo Magallanes | Alianza Lima              | 8     |
| Roberto Morales   | Sporting Tabaco           | 7     |
| Carlos Valdivia   | Sport Boys                | 6     |